# ماك فلوري
ماك فلوري (بالإنجليزية: McFlurry)‏ هي علامة تجارية ملحقة بمثلجات تُسوّقها شركة ماكدونالدز.
تم بيعها لأول مرة في سنة 1997، ثم في الولايات المتحدة وفي بلدان أخرى في عام 1998.
يأتي اسم (McFlurry) من الكلمة الإنجليزية (flurry) التي تترجم حرفيًا إلى اضطراب.